# Валлота
Валлота (лат. Vallota) — род многолетних растений семейства Амариллисовые.

## Валлота как расформированный таксон
В настоящее время (2011) название Vallota рассматривается как синоним правильного названия Cyrtanthus Aiton.
Виды, которые ранее входили в род Валлота, теперь входят в роды Циртантус и Кливия:
- Vallota miniata Lindl. = Clivia miniata (Lindl.) Regel
- Vallota purpurea (Aiton) Herb. (этот вид был типовым для рода Валлота) = Cyrtanthus elatus (Jacq.) Traub
- Vallota speciosa (L.f.) T.Durand & Schinz (Валлота прекрасная) = Cyrtanthus elatus (Jacq.) Traub

## Традиционные представления о растениях рода Валлота
Родина растений рода Валлота — субтропики южной Африки (Капская область). Своё название валлота получила по имени французского ботаника Пьера Валло. Валлота представляет собой луковичное растение с ремневидными листьями шириной до 1 см и длиной до 60 см. Отличительным признаком валлоты служит покраснение или даже бордовый цвет у основания листьев. В качестве комнатного растения известна с XVII века. Размножается валлота, как и все Амариллисовые, путём образования деток, однако, в отличие от других амариллисовых луковицы деток образуются не у основания, а ближе к верху луковицы.